# تفويض إلزامي
التفويض الإلزامي (بالإنجليزية: Imperative mandate) هو نظام سياسي يُلزَم فيه أعضاء البرلمان أن ينفذوا فقط السياسات بما يتفق مع الاختيارات الراسخة التي عبر عنها الناخبين. ولكن نادرًا ما تم تطبيق بند التفويض الإلزامي. وجادل بعض العلماء السياسيين بأن التفويض الإلزامي قد يحد من حرية أعضاء البرلمان، بينما يرى البعض الآخر أنه ليست هناك قيمة ديمقراطية لتحرير أعضاء البرلمان من تأثير الناخبين، وأن هذه الحرية قد تعرضهم للرشوة وما شابهها. ولقد تم حظر التفويض الإلزامي من خلال الأعضاء الملكيين في الجمعية الوطنية الفرنسية عام 1789 لمنع التأثير الكبير الذي يمارسه الشعب على ممثلي الشعب. والسائد في معظم الدساتير العالمية هو التخلي عن هذا النظام باعتباره غير متوافق مع الديمقراطية. وبعكس نظام التفويض الإلزامي يقوم نظام التفويض الحر على مبدأ حرية ممثلي الشعب والأحزاب السياسية المنتَخَبة في البرلمان في رسم وتنفيذ السياسات التي يرونها متناسبة مع مصلحة الشعب الكلية، وكون أعضاء البرلمان لا يمثلون دوائرهم الانتخابية أو أقاليمهم فقط وإنما يمثلون الشعب قاطبة، ولذلك فإن معظم الدول تحظر على وجه التحديد التفويض الإلزامي باعتباره غير متوافق مع الديمقراطية.

## وصلات خارجية
- Report on the imperative mandate and similar practices Venice Commission, 2009